# Chipdres
Chipdres es una técnica de actualización de videoconsolas, consistente en la implementación de un chip (existen varias versiones y denominaciones) a las consolas originales, para facilitar el resguardo de las copias de seguridad -según unos- y/o para piratear dichas consolas -según otros-, eludiendo los sistemas anticopy y de seguridad, lo que permite hacer uso de copias ilegales en los referidos mecanismos electrónicos para el ocio.
Según afirman los entendidos en el mundo de los videojuegos, las consolas que triunfan son las que son fácilmente modificadas en talleres no oficiales (de hecho pierden la garantía si se produce esta eventualidad), toda vez que son más populares en los ambientes underground, los foros de internet y de hecho se venden más. Nótense las comparativas de cifra de ventas entre las grandes firmas del mundo de las Consolas de Videojuegos, en relación con los  modelos pirateados frente a los que no, como es el caso de la PlayStation 3. Igualmente la modificación mediante Chipdres, puede convertir, siguiendo la técnica de Homebrew, las consolas en prácticamente, ordenadores personales, donde se corren desde versiones de programas oficiales, como programas caseros. Ello ha ampliado el mundo de las videoconsolas a lo que se conoce como una Comunidad de Creadores.
Otra noticia relevante en relación con Chipdres, es la publicada en el primer trimestre del año 2008 por diversos medios en las que se afirma que la Audiencia Provincial de Valencia confirma que la instalación de chips que modifican las videoconsolas no son necesariamente para piratear los programas, sino que sirven para guardar las copias de seguridad.
Chipdres es una técnica que se creó en el municipio gaditano de Chiclana de la Frontera en el año 2007.
Finalizamos recordando que la modificación de una consola no es ilegal, aunque si viola la garantía de los fabricantes; además  en algunas circunstancias la videoconsola puede llegar a estropearse. Empero, cargar copias de los juegos originales propios es legal, aunque no el uso de copias productos del filibusterismo.